# Reynaldo C. Ileto
Reynaldo C. Ileto est un historien philippin. Il a enseigné à l’université nationale de Singapour puis à l’université nationale australienne.
Il a joué le rôle de pionnier dans l’étude de l’histoire philippine de la fin de XIXe siècle au début de XXe siècle.  
Il se consacre à l’étude de la révolution philippine, la première lutte contre le colonialisme en Asie du sud-est. Selon lui, la doctrine chrétienne répandue par les Espagnols a permis le mouvement et la révolution contre le colonialisme en obtenant l'appui du peuple.

## Publication
- Their Revolution: Event, Discourse, and Historiography:

## Distinction
- Prix de la culture asiatique de Fukuoka en 2003